# IRB Brasil RE
O IRB(Re) (anteriormente Instituto de Resseguros do Brasil e IRB Brasil RE) é uma empresa privada de capital aberto. É a maior resseguradora do Brasil, com 37% de market share. Atua em todas as linhas de negócios de resseguros e é referência por sua solidez financeira e conhecimento técnico. Há mais de 80 anos, ressegura grandes projetos e provê soluções para o mercado.
O IRB(Re) foi criado em 1939 por Getúlio Vargas, com o objetivo de reter no país os riscos de empresas nacionais que antes eram transferidos para o exterior. Manteve seu monopólio até 2007, quando, através de Lei Complementar, o Congresso Nacional reabriu o mercado ressegurador brasileiro. A regulação do mercado de resseguros foi assumida pela Susep e o IRB passou a ser classificado como ressegurador local.
Em 1º de outubro de 2013, o IRB(Re) foi privatizado. Em 2017, a empresa concluiu a oferta pública de ações (IPO) e movimentou R$ 2 bilhões com a venda de ações dos acionistas controladores. Após um ano de companhia aberta, as ações do IRB(Re) foram as que mais se valorizaram em 2018 entre as empresas que compõem o IBrX 100 – índice composto pelas 100 ações de maior negociabilidade e representatividade do mercado de ações brasileiro e que a companhia passou a integrar em maio de 2018.
Em junho de 2023, o IRB(Re) apresentou a releitura da marca – ou rebranding – que coincide com a inauguração da nova sede, no Ventura Corporate Towers, no centro do Rio de Janeiro. O projeto gráfico, baseado em logo tipográfica, traduz o momento de transformação da resseguradora.
Olhando para frente, a companhia definiu como estratégia de negócios intensificar seu foco no mercado nacional, reforçando diferenciais competitivos como o conhecimento, corpo técnico, capilaridade e capacidade financeira. A meta é emitir 70% dos prêmios no Brasil e completar o portfólio, prioritariamente, com operações na América Latina (20%) e em outros mercados (10%).
O IRB(Re) tem sede no Rio de Janeiro e escritórios em São Paulo, Brasília, Buenos Aires e Londres.

## Resultados de 2023
Em 2023, a empresa registrou lucro líquido de R$ 114,2 milhões, revertendo o prejuízo de R$ 630,3 milhões apurado em 2022. O resultado de subscrição do IRB(Re) também avançou e encerrou 2023 positivo em R$ 155 milhões, frente a R$ 1,4 bilhão negativo do ano anterior. O sinistro retido total caiu 45,3%, na comparação de 2023 com 2022, fechando em R$ 2,906 bilhões. Com isso, o índice de sinistralidade passou de 104,3% para 70%, uma queda de 34,3 p.p.

## História

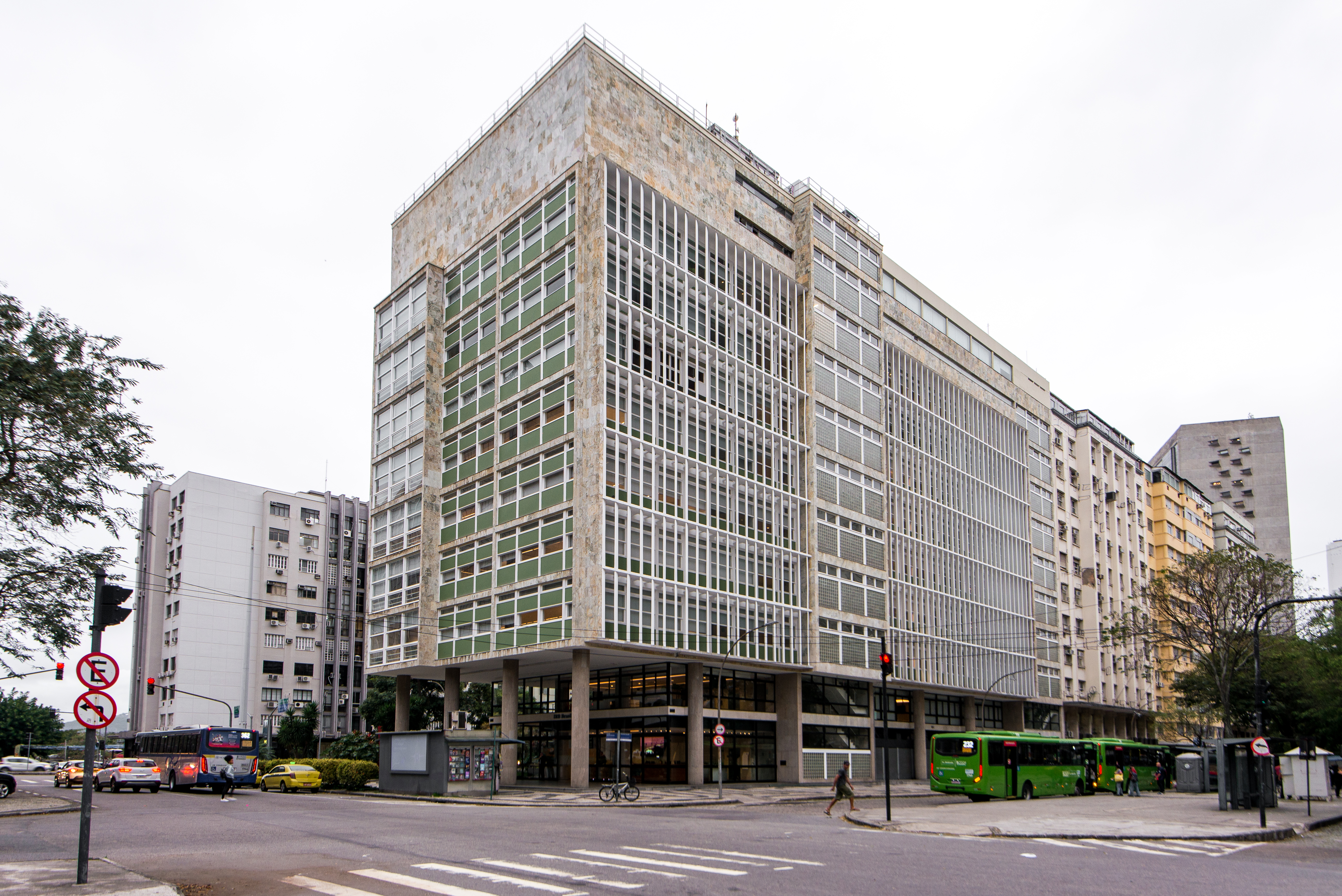
Antigo prédio do IRB, no Rio de Janeiro.

1939 – O Instituto de Resseguros do Brasil é criado com a missão de regular e reter no país o resseguro e os riscos de empresas nacionais que antes eram transferidos para o exterior.
1996 – Torna-se uma sociedade de economia mista e passa a se chamar IRB Brasil Resseguros S.A.
2007 – O ciclo de 69 anos de monopólio no mercado brasileiro de resseguro se encerra. No mesmo ano, ocorre a transferência de responsabilidade pela regulação do mercado de resseguro para Susep.
2013 – A companhia é privatizado e deixa de ser uma sociedade de economia mista.
2017 – O IRB Brasil RE lança ações no Novo Mercado da B3, atingindo o nível máximo de Governança e se tornando o 8º maior ressegurador do mundo.
2019 – A empresa realiza dois follow-ons na bolsa brasileira, no valor aproximado de R$ 10 bilhões, e se torna uma corporation.
2020 – Com foco no crescimento sustentável, a administração e a governança corporativa da companhia são reestruturadas.
2023 – A empresa passa a se chamar IRB(Re) e atualiza sua marca, com o objetivo de transmitir seus novos valores.
2024 – A companhia completa 85 anos.

## Linhas de Negócios[10]
- Responsabilidade civil
- Transportes e marítimo
- Riscos rurais
- Riscos de propriedade
- Vida e saúde
- Óleo e gás
- Riscos financeiros
- Garantia
- Habitacional
- Riscos de engenharia
- Riscos diversos

## Classificação de Risco A- (excelente)
Em novembro de 2023, a A.M. Best, empresa especializada em avaliação de riscos do segmento de seguros, manteve o Rating de Força Financeira A- (excelente) e o Rating de Crédito de Emissor de Longo Prazo “a-” (excelente) da companhia. A perspectiva atribuída a esses Ratings de Crédito (ratings) é negativa. O resultado reflete o forte perfil de negócios no mercado de resseguros brasileiro, além do sólido desempenho financeiro e da capitalização da empresa ajustada aos riscos.

## Privatização
Em 1998, o instituto foi transformado em sociedade anônima, passando a ser chamado IRB Brasil Resseguros S.A. Atendendo a um objetivo que buscava melhores condições de seguros e menores custos, o governo do presidente Fernando Henrique Cardoso tentou privatizar o IRB, porém uma ação direta de inconstitucionalidade impetrada pelo Partido dos Trabalhadores (PT) fez com que os leilões fossem adiados. O próprio PT viria a promover o fim do monopólio, uma década depois.
O Congresso Nacional aprovou, em 21 de agosto, a Emenda 13 da Constituição Federal, que extinguiu o monopólio do resseguro no Brasil. A medida consta do artigo 192 (regulamentação do sistema financeiro), no inciso II da Constituição, e elimina a expressão "órgão oficial ressegurador". A emenda precisa ser regulamentada, por lei complementar, para que o mercado de resseguro possa operar livremente.
A medida provisória 1.578, editada em 18 de junho de 1997, transforma o Instituto de Resseguros do Brasil (IRB) em uma sociedade de ações, com uma diretoria executiva organizada de forma colegiada. As ações de classe A do IRB, pertencentes ao Instituto Nacional do Seguro Social (INSS), passam para as mãos do Tesouro Nacional.
Desde o dia 30 de junho de 1997, o Instituto de Resseguros do Brasil passa a denominar-se IRB-Brasil Resseguros S.A. (IRB-Brasil Re). A decisão é tomada na 1ª Assembleia Geral de Acionistas.
A nova denominação do IRB-Brasil Re é ratificada no art. 59 da Medida Provisória 1.549-36, de 6 de novembro de 1997, que trata da organização da Presidência da República e dos Ministérios. A partir desta, outras sete medidas são baixadas, mantendo a redação do artigo 59. Em 27 de maio de 1998, promulga-se a Lei 9.649, confirmando as MPs anteriores, sendo publicada no Diário Oficial da União (DOU) em 28 de maio.
O Congresso Nacional aprova, no dia 13 daquele ano, a conversão da MP 1.578 na Lei 9.482, que dispõe sobre a administração do IRB-Brasil Re e a transferência das ações.
O Decreto 2.423, de 16 de dezembro de 1997, inclui a resseguradora no Programa Nacional de Desestatização (PND).
Em 9 de fevereiro de 1998 é publicado o Aviso de Licitação para a escolha dos dois consórcios responsáveis pela avaliação econômico-financeira do IRB Brasil RE.

### Cronograma de privatização
O Banco Nacional de Desenvolvimento Econômico e Social (BNDES) divulgou o cronograma de privatização do IRB Brasil RE em janeiro de 1999 com previsão para que o leilão fosse realizado em 14 de outubro do mesmo ano.
Adiamento do leilão
O Banco Nacional de Desenvolvimento Econômico e Social (BNDES) confirmou o adiamento do leilão. A decisão deveu-se à não aprovação da regulamentação do fim do monopólio do resseguro.
Transferência de atribuições
O governo remeteu ao Congresso Nacional, em setembro, projeto de lei ordinária que transferia para a Superintendência de Seguros Privados (Susep) as atribuições do IRB(Re) - órgão regulamentador de cosseguro, resseguro e retrocessão.
Aprovação da lei
A Câmara dos Deputados aprovou o projeto de lei ordinária, transferindo o controle do resseguro para a Susep. Em 14 de dezembro, o Senado Federal também aprovou o projeto de lei. O presidente da República, Fernando Henrique Cardoso, sancionou, em 20 de dezembro daquele ano, a Lei 9.932, transferindo a fiscalização e a normatização do setor de resseguro do IRB Brasil RE para a Susep. A medida é publicada no DOU do dia seguinte. Essa lei, contudo, foi julgada inconstitucional.
Regras para o mercado de resseguro
O Conselho Nacional de Seguros Privados (CNSP), em 14 de janeiro de 2000, define as regras básicas para o mercado aberto de resseguro. Mas os atos normativos baixados após a lei 9.932 permanecem sem valor legal enquanto se mantiver a decisão do STF. O leilão de privatização do IRB(Re) é marcado para 25 de abril daquele ano.
Novo edital
No dia 9 de março de 2000, o Conselho Nacional de Desestatização (CND) publica um novo edital e o preço mínimo de venda do IRB(Re) é de 550 milhões de reais. Uma nova data é marcada: 25 de julho daquele ano.
O Conselho Nacional de Desestatização (CND) decide, a 18 de abril de 2000, adiar mais uma vez a venda do IRB(Re) para reavaliação do preço da empresa - alterado por duas vezes. A Resolução n° 11 é de 20 de abril, publicada no DOU do dia 25 daquele mês.
O Tribunal de Contas da União (TCU) solicita informações complementares sobre as análises realizadas pelas consultorias contratadas.

### Ação direta de inconstitucionalidade
O Partido dos Trabalhadores (PT) ingressa com uma ação direta de inconstitucionalidade (Adin) no Supremo Tribunal Federal (STF). A ação é requerida pelo fato de que a transferência das funções regulatórias do IRB(Re) para a Susep deve ser feita por meio de lei complementar e não por lei ordinária, por ser uma exigência constitucional.
O Supremo Tribunal Federal acata, a 20 de julho de 2000, a medida cautelar requerida na Ação Direta de Inconstitucionalidade (2.223-7), adiando o leilão para venda do IRB(Re). No mesmo dia, é publicada a resolução do Conselho Nacional de Desestatização (CND), suspendendo a venda da empresa.
O Supremo Tribunal Federal coloca a Adin na pauta do dia 14 de setembro mas, por falta de quórum, a matéria não é apreciada. O STF julga as ações apenas quando os 11 ministros estão presentes. A votação é transferida para os dias 20 e 21. No entanto, nem todos os ministros comparecem e, mais uma vez, não há julgamento.
No dia 18 de outubro de 2001, quinze meses após o STF ter recebido a Adin, os ministros começam a julgar a ação, mas a sessão é suspensa por uma questão de ordem.
Em 22 de novembro de 2001, os ministros retornam ao tema que, logo após o pedido de vista da ministra Ellen Gracie, foi suspenso.
A 12 de junho de 2002, a Adin entra em discussão mas não é julgada por falta de quórum. No dia seguinte, a ação retorna ao plenário, mas também não é votada.
No dia 17 de junho, o STF realiza sessão extraordinária mas, por falta de quórum, a Adin fica sem julgamento.
O STF retoma, no dia 10 de outubro, o julgamento da Adin 2.223 e fica confirmado, por maioria dos votos, a liminar concedida em julho de 2000. Com a decisão, o IRB-Brasil Re mantém sob sua responsabilidade as funções de regulação e fiscalização do mercado ressegurador brasileiro, além da competência de conceder autorizações para atuação no setor.

## Abertura do Mercado
No início de 2007 foi aprovada e sancionada a Lei Complementar 126, que abriu o mercado ressegurador brasileiro. A medida ainda necessitou de regulamentação pelo órgão regulador do setor, que passou a ser a Susep.
No novo cenário, o IRB passou a ser denominado um ressegurador local, e até o fim de 2007 ainda se mantinha como única empresa a poder atuar no setor. Com o "Modelo de Salvaguardas" o IRB(Re) ainda terá uma reserva de mercado para alguns ramos específicos, como Vida e Previdência, e do mercado como um todo, especialmente por ainda ser a única resseguradora local.

## Abertura de Capital
A oferta pública de ações (IPO) foi concluída no final de julho de 2017 e movimentou R$ 2 bilhões por meio da venda de ações dos acionistas controladores. Listada no Novo Mercado da B3, mais elevado segmento de governança corporativa, a ação opera pelo ticker IRBR3.
Após apenas um ano de companhia aberta, as ações do IRB(Re) foram as que mais se valorizaram em 2018 entre as empresas que compõem o IBrX 100 – índice composto pelas 100 ações de maior negociabilidade e representatividade do mercado de ações brasileiro e que a companhia passou a integrar em maio de 2018.

## Polêmicas

### Squadra
Nos dias 02 e 09 de fevereiro de 2020, a gestora carioca Squadra Investimentos, publicou uma carta explicando porque havia montado uma posição de short na empresa, nela apontava possíveis problemas contábeis como a inclusão de resultados da venda de participações em imóveis antigos como resultado recorrentes e a insuficiência de recursos para honrar seus compromissos se comparado a valores de outras resseguradoras globais, ocasionado em uma perda de 26,37% no valor das ações até 10 de fevereiro.

### Suposto interesse da Berkshire Hatthaway
No dia 27 de fevereiro de 2020, o jornal Estado de São Paulo divulgou que a Berkshire Hatthaway do megainvestidor Warren Buffet havia triplicado sua participação no IRB desde o começo do mês, o jornal também havia publicado que a advogada Márcia Cicarelli, que segundo a reportagem representa a Berkshire Hathaway no Brasil, teria sido indicada para compor o conselho fiscal da resseguradora.
No dia 3 de março de 2020 a Berkshire Hathaway publicou uma nota em resposta esclarecendo sua posição na companhia: “Surgiram relatos recentes na imprensa brasileira que a Berkshire Hathaway Inc. teria se tornado acionista da IRB(Re). Esses relatos são incorretos. A Berkshire Hathaway não é atualmente um acionista da IRB(Re), nunca foi acionista da IRB(Re) e não tem intenção de se tornar acionista da IRB(Re)”
Em comunicado ao mercado na véspera da publicação, o IRB(Re) disse que “nunca afirmou que tal grupo (Berkshire Hathaway) fosse seu acionista”.
O anúncio veio após os administradores da companhia confirmarem (em teleconferência) que a indicação de Márcia Cicarelli teria sido em função da aproximação da resseguradora com o fundo americano, que seria um parceiro de negócios e sócio do IRB(Re), segundo a XP Investimentos, em nota a clientes.
No dia 23 de março, devido ao comunicado e as incertezas devido ao COVID-19, as ações da IRB(Re) acumulavam perdas de 75%.

### Fiscalização da SUSEP
No dia 11 de maio de 2020, o IRB(Re) publicou um fato relevante comunicando a decisão de instauração de fiscalização especial a ser conduzida pela Superintendência de Seguros Privados, em razão de apresentar insuficiência na composição dos ativos garantidores de Provisões Técnicas e consequentemente da liquidez regulatória.
Em resposta o IRB(Re) comunicou que: "A Companhia observa elevado índice de solvência e de volume de ativos livres. Em virtude de determinadas características, esses ativos não são aceitos pelo órgão regulador (SUSEP) para os fins previstos na Resolução CNSP 321/2015, que dispõe sobre coberturas das Provisões Técnicas e da Margem Adicional de Liquidez Regulatória."

## Presidentes do IRB(Re)
| Nº | Nome                                                  | Início do mandato       | Fim do mandato          |
| 1  | João Carlos Vital                                     | 11 de abril de 1939     | 18 de fevereiro de 1946 |
| 2  | João de Mendonça Lima                                 | 19 de fevereiro de 1946 | 19 de março de 1951     |
| 3  | Paulo Leopoldo Pereira da Câmara                      | 19 de março de 1951     | 6 de março de 1956      |
| 4  | Augusto Xavier de Lima                                | 8 de março de 1956      | 26 de fevereiro de 1961 |
| 5  | Emília Githay de Alencastro                           | 4 de maio de 1961       | 31 de maio de 1961      |
| 6  | Celso Dias de Moura                                   | 5 de junho de 1961      | 16 de novembro de 1961  |
| 7  | Oyama Pereira Teixeira                                | 20 de novembro de 1961  | 13 de maio de 1964      |
| 8  | Marcial Dias Pequeno                                  | 13 de maio de 1964      | 6 de fevereiro de 1966  |
| 9  | Thales José de Campos                                 | 28 de julho de 1964     | 24 de abril de 1967     |
| 10 | Cory Porto Fernandes                                  | 8 de maio de 1967       | 4 de março de 1968      |
| 11 | Carlos Eduardo Camargo Aranha                         | 13 de setembro de 1968  | 21 de novembro de 1969  |
| 12 | José Lopes de Oliveira                                | 21 de janeiro de 1970   | 14 de março de 1979     |
| 13 | Ernesto Albrecht                                      | 15 de março de 1979     | 15 de março de 1985     |
| 14 | Jorge Hilário Gouvêa Vieira                           | 15 de março de 1985     | 26 de fevereiro de 1987 |
| 15 | Ronaldo do Valle Simões                               | 26 de fevereiro de 1987 | 23 de abril de 1990     |
| 16 | Luiz Quattroni                                        | 23 de abril de 1990     | 14 de maio de 1992      |
| 17 | José Américo Peón de Sá                               | 14 de maio de 1992      | 8 de dezembro de 1992   |
| 18 | Roberto Alexandre Pereira Barbosa Lima                | 16 de fevereiro de 1993 | 12 de janeiro de 1994   |
| 19 | Demosthenes Madureira de Pinho Filho                  | 12 de janeiro de 1994   | 31 de dezembro de 2002  |
| 20 | Lídio Duarte                                          | 11 de março de 2003     | 22 de março de 2005     |
| 21 | Luiz Appolonio Neto (São Paulo, 31.08.1948–)          | 22 de março de 2005     | 7 de junho de 2005      |
| 22 | Marcos de Barros Lisboa (Rio de Janeiro, 02.08.1964–) | 7 de junho de 2005      | 28 de março de 2006     |
| 23 | Eduardo Hitiro Nakao                                  | 17 de abril de 2006     | 27 de abril de 2010     |
| 24 | Leonardo André Paixão                                 | 27 de abril de 2010     | 7 de agosto de 2015     |
| 25 | José Carlos Cardoso                                   | 7 de agosto de 2015     | 9 de junho de 2016      |
| 26 | Tarcísio José Massote                                 | 9 de junho de 2016      | 9 de junho de 2017      |
| 27 | José Carlos Cardoso                                   | 9 de junho de 2017      | 4 de março de 2020      |
| 28 | Antônio Cássio dos Santos                             | 16 de março de 2020     | 30 de setembro de 2021  |
| 29 | Raphael de Carvalho                                   | 1º de outubro de 2021   | 16 de novembro de 2022  |
| 30 | Marcos Falcão                                         | 17 de novembro de 2022  | atual                   |